# Hector Sutherland (Radsportler)
Hector Sutherland (* 3. März 1930; † 26. April 2011 in Hastings) war ein australischer Radrennfahrer.

## Sportliche Laufbahn
1950 gewann er das Straßenrennen bei den Commonwealth Spielen. Ein Jahr später wurde er Vize-Meister im Sprint hinter John Tresidder, ebenso 1953, diesmal hinter Ronald Barclay. Auch in der Straßenmeisterschaft wurde er Zweiter. Er siegte in der Tour of the West und wurde Zweiter der Herold Sun Tour. 1954 gewann er die Herold Sun Tour, wurde Meister von Victoria und gewann mehrere Etappen in australischen Rundfahrten. 1955 hatte er mit dem Gesamtsieg in der Tour of the South einen weiteren Rundfahrterfolg.